# Anton Julen
Anton Julen (Zermatt, 20 febbraio 1898 – Zermatt, agosto 1982) è stato uno sciatore di pattuglia militare svizzero.
Era fratello di Alfons e cugino di Oswald e Simon, tutti a loro volta sciatori nordici di alto livello.

## Biografia
All'epoca caporale, Anton Julen prese parte ai I Giochi olimpici invernali di Chamonix-Mont-Blanc 1924 gareggiando nella pattuglia militare, disciplina nella quale vinse la medaglia d'oro in squadra con Alfred Aufdenblatten, Denis Vaucher e suo fratello Alfons (3:56:06 e 8 centri). Gli svizzeri si imposero sulle nazionali finlandese e francese.

## Palmarès

### Olimpiadi
- 1 medaglia:
  - 1 oro (pattuglia militare a Chamonix-Mont-Blanc 1924)